# Бакотський замок
Бакотський замок — кам'яний укріплений палац XIV-XV ст., оборонного призначення. Розташовувася у м. Бакота (нині село Кам'янець-Подільського району, Хмельницької області).

## Історичні факти
Як свідчать історичні джерела, Бакотський замок був споруджений ще за часів, коли Пониззя перебувало під владою Великого князівства Литовського, можливо за часів панування Данила Романовича. У ті часи Бакотою керували намісники-старости, що призначались литовською феодальною адміністрацією.
У 1255 р. власником м.Бакоти, стає намісник Данила Галицького — боярин Мілей, який дає можливість монголо-татарам взяти Пониззя під владу та руйнувати фортифікаційні споруди. В цей період Бакотський замок було зруйновано.
"...приїхали татари до (города) Бакоти, і прилучився Милій, (старший города), до них. Данило тоді пішов на війну проти Литви, на Новгородок, але тому, що була розкаль, послав він сина свого Льва на Бакоту, (а) Лев послав двірського перед собою. Напавши зненацька, схопили вони Милія і баскака, і привів Лев Милія до отця свого, і стала знову Бакота королевою, отця його. Потім же, порадившися з сином, він, (Данило), одпустив його, (Милія), а поручником був Лев, (запевнивши отця), що той буде вірним. Але коли знову приїхали татари, то він, (Милій), учинив обман* і оддав її, Бакоту, знову татарам…"
1362 р. — до влади приходять Коріятовичі, які відновили Бакоту та відбудували замок. У актових документах йдеться про те, що старостою міста, Костянтин та Федор, назначили Петра Немирю (Немиря Бакотський).
1431 р. — під час боротьби Польщі з Литвою Бакотський замок було остаточно зруйновано.
У 1961 р. краєзнавцем Григорієм Хотюном було проведено перші розвідкові роботи, які призвели до відкриття фундаментів і частин стін.
1963-1965 рр. — в ході розкопок під керівництвом Іона Винокура, було відкрито всю основну площу палацової споруди.

#### Періоди функціонування палацового комплексу
- перший — до пожежі (XIV ст.)
- другий — після пожежі (XV ст.)

## Опис
У монографії Іона Винокура та Павла Горішнього розкривається опис залишків кам'яної споруди:
"Залишки кам'яного будинку палацового типу розташовані на схилі гори, площа якої 2,3-2,5 га… Терасоподібні уступи схилу підказали давнім зодчим композиційне рішення будинку. Він був двоповерховим і разом з навколишніми краєвидами створював єдиний природно-архітектурний ансамбль. Під час розкопок 1963-1965 було розкрито всю площу споруди - 30х10 м. На місці колишньої будівлі, під шаром дерну (на глибині 0,35-0,40 м. було виявлено чимало уламків каменю вапняка. при подальшій розчистці вдалось оконтурити стіни будинку."
Відповідно до досліджень археологів споруда своїми стінами була орієнтована за сторонами світу. До складу будівельного розчину, окрім вапна, входили пісок, частки вугликів, попелу, битої цегли та ін. Біля палацу було виявлено рештки господарської частини, яка прилягала до будинку з боку його східної стіни. "Історико-топографічне розміщення палацової будівлі і урочища Двір, пов'язаного з нею, показує, що цю ділянку пізньосередньовічної Бакоти можна пов'язувати із рештками замку-фортеці на території міста".